# 김관철
김관철(1956년 3월 31일 ~ )은 대한민국의 성우이다. 1979년 TBC 성우로 데뷔하였다가, 1983년 MBC 9기 공채 성우로 데뷔하였다.

## 출연작품

### 영화
- 디어 헌터 (MBC) - 니키 (크리스토퍼 워컨)
- 더티 해리 2 - 이것이 법이다 (MBC) - 해리 칼라한 (클린트 이스트우드)
- 다크 하프 (SBS) - 보안관
- 데스퍼레이트 (SBS) - 프랭크 (앤디 가르시아)
- 덴젤 워싱턴의 복수 (SBS) - 닉 스타일스/Nick Styles (덴젤 워싱턴/Denzel Washington)
- 비상계엄 (MBC) - 안토니 허브 (덴젤 워싱턴)
- 사랑의 묘약 (SBS) - 베르나르도
- 트리거 이펙트 (SBS) - 조
- 용가리 (KBS) - 비행대장
- 엘리미네이터 (SBS) - 맨드로이드 (패트릭 레이녹즈)
- 줄리아 줄리아 (SBS) - 파올로 (가브리엘 바이른)
- 인 드림스 (SBS) - 폴 (에이단 퀸)
- 스크림3 (SBS) - 듀이 (데이비드 아퀘트)
- 배트맨 (SBS) - 녹스 (로버트 월)
- 도망자 (MBC)
- 네프 므와 (MBC) - 마크
- 내일을 향해 쏴라 (KBS) - 선댄스 키드 (로버트 레드포드)
- 아라비아의 로렌스 그 후의 이야기 (MBC) - 파이잘 (엘 파딜)
- 나는 고백한다 (KBS) - 로건 신부 (몽고메리 클리프트)
- 베니와 준 (MBC) - 베니 (에이단 퀸)
- 존 그리섬의 의뢰인 (MBC) - 로이 폴트리그 (존 허드)
- 사랑의 만화경 (SBS)
- 게릴라 (MBC) - 번스 중사 (프레드 드라이어)
- 로즈 앤 그레고리 (MBC) - 그레고리 (제프 브리지스)
- 덴젤 워싱턴의 킬링 머신 (MBC) - 파커 (덴젤 워싱턴)
- 로빈 후드: 도둑들의 왕자 (MBC) - 로빈 훗 (케빈 코스트너)
- 링 (MBC) - 다카야마 류지 (사나다 히로유키)
  - 링2 (MBC) - 다카야마 류지 (사나다 히로유키)
- 스폰 (MBC) - 스폰 (마이클 제이 화이트)
- 대소비도 (KBS) - 한총 (양가휘)
- 로스트 인 스페이스 (MBC) - 존 로빈슨 (윌리엄 허트)
- 이너스페이스 (MBC) - 턱 펜들턴 (데니스 퀘이드)
- 본 콜렉터 (MBC) - 링컨 라임 (덴젤 워싱턴)
- 공포의 바다 (MBC) - 휴이 (빌리 제인)
- 언터처블 (MBC) - 엘리엇 네스 (케빈 코스트너)
- 에디 (MBC)
- 동방삼협 (SBS)
- 터뷸런스 (MBC)
- 스톰 캐쳐 (MBC) - 할로웨이 (돌프 룬드그렌)
- 크림슨 타이드 (MBC) - 헌터 부함정 (덴젤 워싱턴)
- 패트리어트 게임 (MBC) - 숀 밀러 (숀 빈)
- 5번가의 비명 (MBC) - 해리 (팀 로빈스)
- 인자무적(MBC) - 부홍설
- 나이트워치(MBC) - 옌스 (킴 보드니아)
- 지 아이 제인(MBC) - 로이스 (제이슨 베게)
- 화이트 스콜(MBC) - 샐던 선장 (제프 브리지스)
- 꿈꾸는 도시(MBC) - 윈 (조 모튼)
- 분노의 폭발(MBC) - 지미 (제프 브리지스)
- 탱크걸(MBC) - T 세인트 (아이스 티)
- 늑대와 춤을(KBS) - 던바 중위 (케빈 코스트너)
- 인터폴 특명(SBS) - 오라이언 (에릭 로버츠)
- 레인 맨(MBC) - 찰리 (톰 크루즈)
- 동성서취(KBS) - 단왕야 (양가휘)
- 굿바이 뉴욕 굿모닝 내 사랑(SBS) - 에드 (브루노 커비)
- 스나이퍼(MBC) - 밀러 (빌리 제인)
- 악마의 4시(MBC) - 조셉 퍼로 신부 (커윈 매슈스)
- 형사 스타크(MBC) - 헤일턴 (엘런 윌리엄스)
- 언제나 마음은 태양(MBC) - 쌔커리 (시드니 포이티어)
- 은빛 안장(MBC) - 가린차 (앨도 샘브렐)
- 소돔과 고모라(MBC) - 병사 (오메로 카판나)
- 프로페셔널(MBC) - 돌워드 (버트 랭카스터)
- 중년의 함정(MBC) - 댄 (스티븐 콜린스)

### 외화
- 꿈꾸는 소녀 에밀리 (EBS) - 보올스
- 머나먼 정글 (MBC) - 다니엘 퍼셀(대니) (토니 베커)
- 뮤턴트X (MBC 드라마넷) - 에크하르트
- 컴퓨터 인간 맥스 (MBC) - 제프리 탐보
- 트윈 픽스 (KBS) - 해리 트루먼 보안관 (마이클 온킨)

### 애니메이션
- 닥터 슬럼프 (MBC) - 슈퍼맨
- 로봇수사대 K캅스 (MBC) - 데커드 (주인공)
- 비스트워 네오 (SBS) - 메그마트론
- 비스트워 (SBS) - 갈바트론
- 총몽 (투니버스) - 이드
- 유희왕 (SBS) - 플레이어 킬러
- 요술천사 피치 (MBC) - 산드라
- 울트라맨 (MBC) - 철민 (주인공)
- 붉은 돼지 (MOVIE) - 포르코
- 백수왕 고라이온 (MOVIE) - 싱크라인 (로토,로토스)
- 우주보안관 장고 (MBC)
- 슈퍼K (MBC) - 데미안(나중)
- 용감한 죠리 (MBC)
- 마법사 헌터 (MBC) - 해설 / 자하드
- 미래영웅 아이언리거 (SBS) - 블리아드 / 다크나이트
- 피그마리오 (MBC) - 아스나스
- 보그맨 특공대
- 모험왕 걸리버 (MBC) - 쥬드
- 독고탁의 비둘기 합창 (MBC)
- 요술천사 피치 (MBC) - 산드라 / 이그니스
- 슈퍼맨 (SBS) - 번개
- 드래곤볼Z (SBS) - 라데츠 / 바터
- 또또와 유령친구들 (SBS) - 거인
- 슈퍼 차일드 (KBS) - 마요 / 무어
- 마지막 유니콘 (SBS)
- 유령대소동 (MBC)
- 꾀돌이 삼총사 (SBS)
- 축구왕 슛돌이 (SBS) - 알버트 선생님 / 보레 / 장내 아나운서
- 슬램덩크 (SBS) - 변덕규 / 이정환 / 유창수
- 파이터 바키 (애니원) - 류진호 / 해설 / 그 외
- 스크라이드 (애니원) - 마틴 지그말
- 무적의 실버호크 (MBC)
- 피터팬의 모험 (MBC) - 알프
- 우주 불새 (MBC) - 록크
- 신비한 바다의 나디아 (MBC) - 네오
- 털보아저씨와 꾸러기들 (MBC)
- 로빈 훗의 모험 (MBC)
- 레드바론 (MBC) - 카이저
- 낚시왕 강바다 (MBC) - 방인권(나중) / 샤하라니
- 감바의 모험 (MBC)
- 우주전사 마르스 (MBC)
- 마이티 마우스 (MBC)
- 엑스 드라이버 (투니버스) - 단말기
- 기신병단 (투니버스) - 아더
- 엑소특공대 (SBS) - 제이티 마쉬
- 그림명작동화 (MBC)
- 마하 고고 (SBS)
- 날아라! 특공대 (EBS) - 댄
- 노디야 놀자 (EBS) - 삐뽀 경찰관
- 루시의 꿈나라 이야기 (EBS) - 넬슨
- 세계명작동화 (EBS) - '타잔'편 그레이스톡 경 / 다농 선장
- 오스카 음악대 (EBS) - 테디우스
- 자크 쿠스토의 해양 탐사대 (EBS) - 이아니스
- 잠의 요정 나일러스 (EBS) - 플린츠
- 행복한 퍼시 아저씨 (EBS) - 퍼시

### 방송
- 명화의 고향 (MBC)
- SBS 8 뉴스 오프닝 (SBS) (1시간 빠른 뉴스~ SBS 8시 뉴스!) (1998년 3월 30일 ~ 2004년 2월 29일)

### 게임
- 라쳇 & 클랭크 2: 공구전사 대박몰이 - 해설
- 스플린터 셀 시리즈 - 샘 피셔
- 창세기전 3: 파트 2 - 유진 루돌프만
- 에이지 오브 엠파이어 2 - 해설

## 같이 보기
- 문화방송 성우극회